# Drumsound & Bassline Smith
Drumsound & Bassline Smith is een Brits elektro-band uit Derby bestaande uit Andrew Wright, Benjamin Wiggett (Drumsound) en Simon 'Bassline' Smith.

## Discografie

### Singles
- Odyssey/Body Moving
- Junglist
- Close
- What Can You Do For Me
- Through The Night
- Daylight (Ft. Hadouken!)

### Hitnoteringen
| Single met hitnotering(en) in de Vlaamse Ultratop 50 | Datum van verschijnen | Datum van binnenkomst | Hoogste positie | Aantal weken | Opmerkingen  |
| ---------------------------------------------------- | --------------------- | --------------------- | --------------- | ------------ | ------------ |
| Through the night                                    | 2012                  | 08-09-2012            | tip3            | -            | met Tom Cane |
| One in a million                                     | 2013                  | 04-05-2013            | tip81*          |              | met Fleur    |